# Protium amplum
Protium amplum är en tvåhjärtbladig växtart som beskrevs av José Cuatrecasas. Protium amplum ingår i släktet Protium och familjen Burseraceae. Inga underarter finns listade i Catalogue of Life.